# 倉石通
倉石通（くらいしどおり）は兵庫県神戸市灘区の町名。
令和2年国勢調査（2020年10月1日）における世帯数554、人口1,111、うち男性494人、女性617人。郵便番号は657-0826。

## 地理
東は篠原南町、南は水道筋、西から北は中原通。東から順に一～六丁目がある。

## 歴史
畑原字クリノテ・倉石・高田と上野字日照塚・前田・福角から昭和6年（1931年）9月に誕生した。

### 地名の由来
旧小字の倉石から名づけられた。
柳田國男は『地名の研究』の中で「クラはただの岩石地ではない。もともと岩石の重畳したものをいい、しかも主として人為的なもののことであったろう。すなわち今日の語で石塚にあたるのだろう」と言っているが、ここではそれらしき石は確認されていない。